# Acacia strombulifera
Acacia strombulifera é uma espécie de leguminosa do gênero Acacia, pertencente à família Fabaceae.